# Minoria dominante
Uma minoria dominante é um grupo que estabelece um domínio político, econômico e cultural em determinado país ou região apesar de ser uma minoria demográfica. O termo é mais comumente usado para se referir a um grupo étnico que é definido ao longo raciais, nacionais, linhas religiosas ou culturais e que detém uma quantidade desproporcional de poder.
A regra das minorias dominantes, muitas vezes contradiz o mandato da maioria do país, tais situações são amplamente criticadas como antidemocrática (como durante o movimento mundial contra o apartheid na África do Sul). No entanto, existem também alguns casos de poderosas minorias dominantes nos países em que são pelo menos nominalmente democrático (como a Colômbia ou Jamaica). A persistência das elites dominantes em um contexto democrático pode implicar meios não democráticos de poder sustentar (como a violência política contra candidatos de terceiros partidos, na Colômbia, ou a violência de grupos de extermínio contra a esquerda legal em El Salvador durante a década de 1980). A exclusão política da maioria muitas vezes leva ao ressentimento popular difundido para a elite dominante. Sem a capacidade de efetuar a mudança por meios democráticos, esse ressentimento pode ser um fator principal na causa da rebelião e guerra civil (dirigindo destituídos de atividade guerrilheira).
A tensão entre a minoria dominante ea maioria mais elevada, nos casos democráticas, muitas vezes torna-se central para a política nacional. Por exemplo, Nelson Mandela ganhou sua imensa popularidade, depois de anos de resistência contra o governo do apartheid da África do Sul, alguns membros militantes da minoria dominante (afrikaners) reagiu à sua ascensão democrática, com anti-terrorismo civil, desencadeando carros-bomba nas estações de voto durante a eleição que o levou ao poder. Além disso, no curso da primeira eleição do Haiti livre e justa, Jean-Bertrand Aristide chegou ao poder por reunir a maioria pobre por trás de sua organização enquanto criticava abertamente as elites do país (em sua maioria brancos e mulatos); elites da minoria eram muito sensíveis a sua postura populista e via-o como hostil, e os líderes da elite acusavam Aristide de fomentar a luta de classes e até mesmo alegou que ele estava permitindo que a violência popular contra a elite. 
Tensões semelhantes marcaram toda a história republicana da Bolívia, onde os dados demográficos da população fortemente demonstrar a qualidade representativa dos políticos crioulos que dominavam política boliviana até 2006. A população é na maior parte indígena (55%), com uma significativa população mestiça (cerca de 30%), e uma população crioula pequena (15%) que têm funcionado como a elite dominante. Durante anos, a minoria crioula manteve o poder muito consistente através de uma série de governos, eleitos e não eleitos (instalado pelo golpe de estado), e por vezes incluídos mestiços em suas fileiras. Apesar do fato de que os indígenas sempre constituiu uma maioria na Bolívia, nunca o eleitorado escolheu um presidente indígena para os primeiros 180 anos de história da nação, esta tendência terminou em 2006 com a eleição de Evo Morales, primeiro presidente indígena do país. A persistência dos governantes crioulos até 2006 tinha sido sustentada por vários fatores: nos casos não-eleitos, o governo da minoria foi ativado devido a uma infinidade de golpes anti-democráticos; nos casos eleitos, a regra foi mantida por redes hierárquicas de clientelismo e patronagem, a populista cooptação de sindicatos e outras organizações, e a exclusão de eleitores.
Em alguns casos de regra por minorias dominantes da elite, os sistemas democráticos ostensivamente não permitiram a maioria ressentida para destituir governantes de elite. A exclusão do eleitor é tática primordial de manutenção da regra elite minoritária no contexto das eleições; uma tática principal, que foi utilizada durante anos no Equador, é a instituição de requisitos de alfabetização (especialmente nos países em desenvolvimento, onde há baixos índices de alfabetização). Outra tática comum de cassação é fomentar a apatia para as eleições. Na Colômbia, por exemplo, a violenta exclusão de candidatos de terceiros partidos (juntamente com um alto grau de desconfiança em relação aos candidatos dos dois partidos tradicionais, a maioria da minoria elite dominante) tem levado a uma situação de apatia do eleitor generalizada entre os pobres (que constituem 60% da população), com bem menos de 50% dos eleitores participam das eleições do país.
Durante a era pós-colonial no início de África, os casos da Rodésia e África do Sul foram os casos claros de regra de minorias dominantes, o fenômeno da minoria dominante na África não se limitou a brancos, no entanto. O exemplo mais famoso de uma minoria inter-africana dominante é o tutsi em Ruanda e Burundi.
No Brasil ,desde o inicio deste século ,Cristãos Evangélicos ,mesmo representando apenas 15% da população brasileira ,vem conquistando cada vez mais influência e poder no âmbito politico,sendo atualmente mais poderosos do que a maioria Católica .atualmente ,a bancada evangélica é a segunda maior bancada parlamentar da Câmara dos Deputados do Brasil e essa grande influência evangélica tem sido o principal fator por trás do avanço de pautas conservadoras no Brasil. .